# Jan II (patriarcha Antiochii)
Jan II – mianowany przez zwolenników soboru chalcedońskiego patriarcha Antiochii; sprawował urząd w latach 476–478.